# 3937 Бретаньон
3937 Бретаньон (3937 Bretagnon) — астероїд головного поясу, відкритий 14 березня 1932 року.
Тіссеранів параметр щодо Юпітера — 3,214.